# Artemis 4
Artemis 4 (oficialmente Artemis IV) é a quarta missão planejada do programa Artemis da NASA. É um voo da espaçonave Orion que está planejado para ser lançado no Sistema de Lançamento Espacial em setembro de 2028. Está planejada para ser a terceira missão tripulada do programa Artemis e, após a Artemis 3, o segundo pouso tripulado desde a Apollo 17 em 1972.

## Visão geral da missão
O principal objetivo da missão será a montagem do Lunar Gateway. A missão entregará ao Gateway o módulo de habitat I-Hab, desenvolvido pela Agência Espacial Europeia e pela Agência Japonesa de Exploração Aeroespacial. O módulo será acoplado aos primeiros elementos do Gateway, ao Elemento de Potência e Propulsão e ao Posto Avançado de Habitação e Logística. Os astronautas embarcarão então em uma nave estelar HLS acoplada à estação e descerão à superfície lunar para uma missão de vários dias.
Artemis 4 também será o primeiro voo da versão Bloco 1B do Sistema de Lançamento Espacial, que substituirá o Estágio Provisório de Propulsão Criogênica usado nas três primeiras missões Artemis pelo Estágio Superior de Exploração mais poderoso. Esta atualização aumenta a capacidade de injeção translunar do foguete de 27 toneladas métricas para 42 toneladas métricas. Também permite a capacidade de co-manifestar cargas úteis a bordo com a espaçonave Orion. A missão contará com um Comandante, um Piloto, um Especialista em Missão e um Especialista em carga útil. O lançamento da Artemis 4 está programado para ocorrer em setembro de 2028.

## Nave espacial

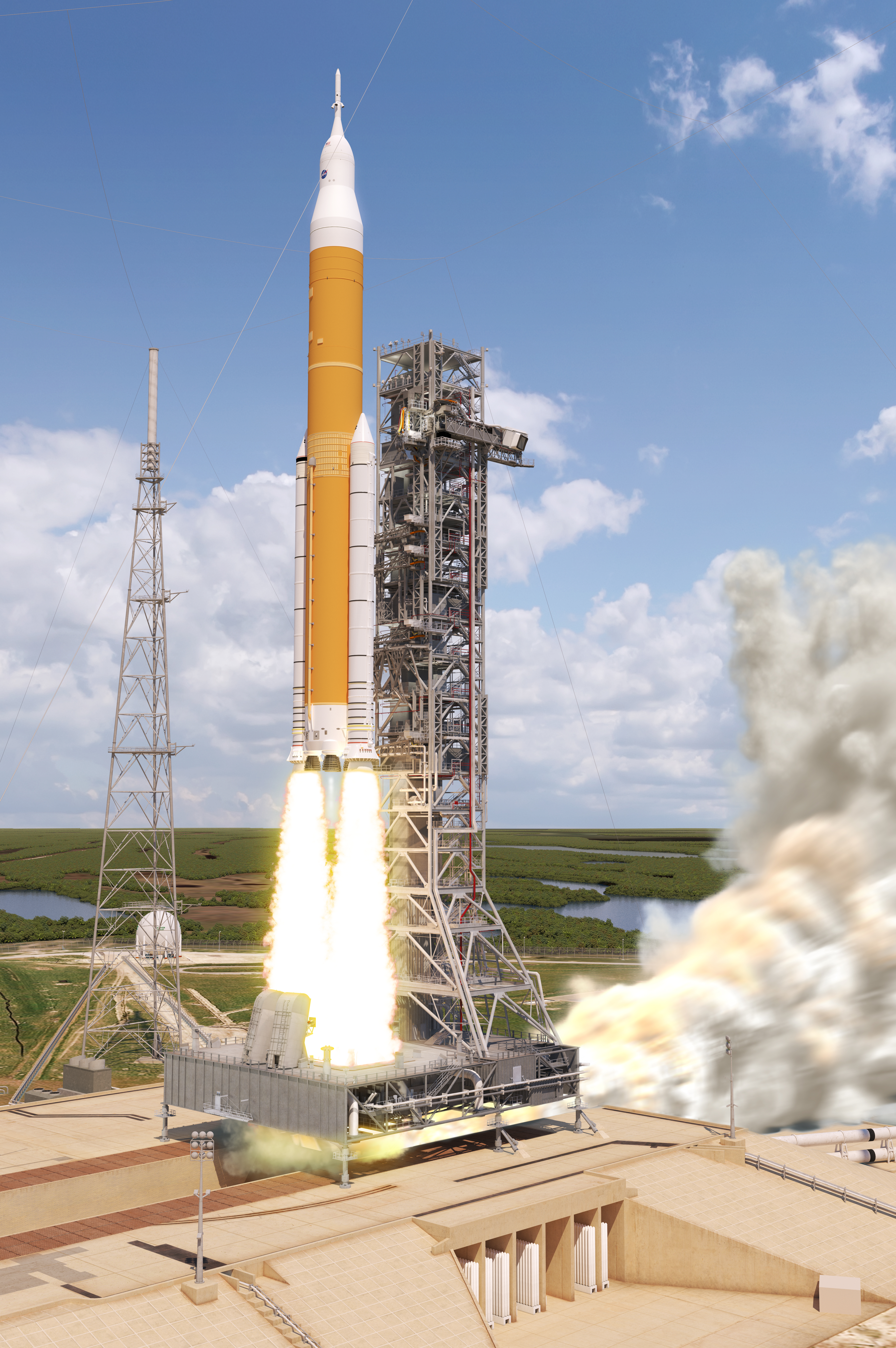
Renderização do lançamento do Bloco 1B do Sistema de Lançamento Espacial

### Sistema de Lançamento Espacial
O Sistema de Lançamento Espacial é um veículo de lançamento superpesado usado para lançar a espaçonave Orion da Terra para uma órbita translunar. Esta será a primeira missão Artemis a usar um foguete SLS Bloco 1B com um estágio superior de exploração avançado para quatro missões futuras até a proposta Artemis 9, que usará SLS Bloco 2 com propulsores avançados.

### Veículo de tripulação multifuncional Orion
Orion é o veículo de transporte da tripulação usado por todas as missões Artemis. É composto pelo Módulo de Tripulação Orion e pelo Módulo de Serviço Europeu e irá transportar a tripulação da Terra para a órbita do Gateway, atracar no Gateway, entregar o módulo I-Hab ao Gateway e devolvê-los de volta à Terra.

### Gateway

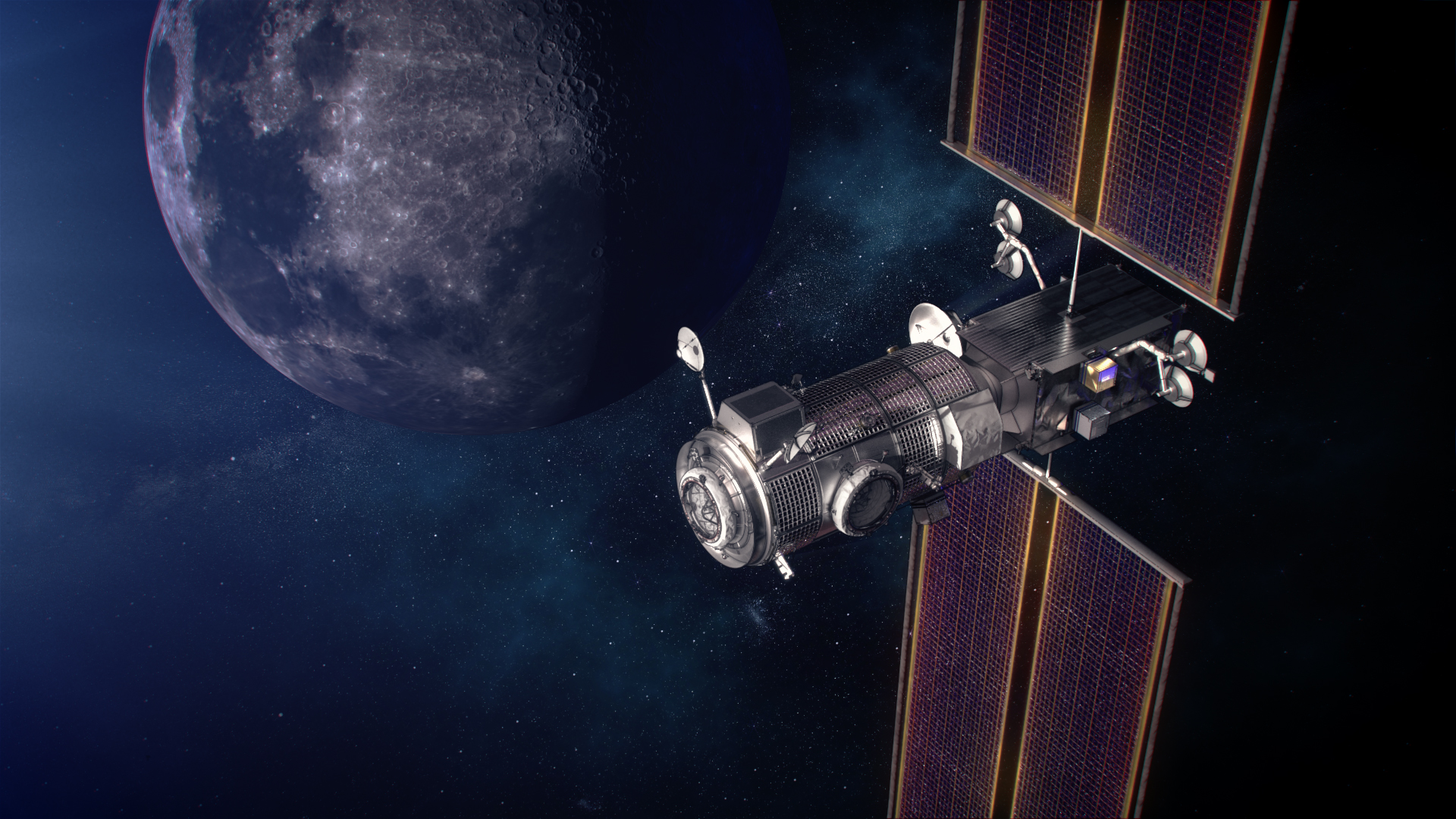
O Portal Lunar Fase 1 orbitando a Lua

Gateway é uma pequena estação espacial modular a ser estabelecida em órbita de halo quase retilínea no final de 2024. Os primeiros dois elementos do Gateway (Elemento de Energia e Propulsão e o Posto Avançado de Habitação e Logística) serão lançados juntos a bordo de um SpaceX Falcon Heavy e passarão um ano espiralando até a órbita quase retilínea do halo ao redor da Lua antes da Artemis 4.

### Sistema de Pouso Humano
Os planos atuais da missão Artemis 4 exigem o uso da configuração SpaceX Starship HLS Opção B para apoiar o pouso lunar e retornar à fase Gateway da missão.

### Lançador Móvel 2
A massa total mais pesada do veículo SLS Bloco 1B requer o uso do equipamento de apoio terrestre Mobile Launcher-2 (Lançador Móvel 2). Os atuais cronogramas de desenvolvimento e os desafios enfrentados pela equipe contratada do ML-2 na concepção e entrega do sistema colocaram este equipamento de apoio terrestre no caminho crítico do ponto de vista do cronograma. Atrasos na disponibilidade do ML-2 para uso atrasarão o lançamento da variante SLS Bloco 1B. O Escritório do Inspetor Geral da NASA estima que o primeiro momento em que o ML-2 estará disponível para a Artemis 4 será em novembro de 2026.